# Hotmail

Ehemaliges Logo von Hotmail (1996–1998)

Hotmail (offiziell Microsoft Hotmail, früher Windows Live Hotmail und MSN Hotmail) war ein E-Mail-Dienst und Teil von Windows Essentials, einer Sammlung an Onlinediensten von Microsoft. Er wurde zum Frühjahr 2013 durch den Nachfolger Outlook.com abgelöst.

## Geschichte

Hotmail wurde auf Outlook.com aktualisiert.

Hotmail wurde 1995 von den Apple-Mitarbeitern und Stanford-Absolventen Sabeer Bhatia und Jack Smith gegründet. Auf der Suche nach einer Möglichkeit das Apple-E-Mail-System zu umgehen, das ihnen keine private Kommunikation erlaubte, kamen Bhatia und Smith auf die Idee, eine einfache, kostenlose und sichere Art der Kommunikation im Netz zu schaffen.
Venture-Capital-Geber Draper Fisher Jurvetson investierte 300.000 Dollar in das Projekt und erwarb dadurch 15 % an dem Unternehmen. Hotmail startete am 4. Juli 1996, dem US-amerikanischen Unabhängigkeitstag, um symbolisch die Freiheit der Internet Service Provider darzustellen. In der ursprünglichen Schreibweise HoTMaiL spielte der Name auf HTML an. Hotmail war, anders als die bis dahin ausschließlich üblichen kostenpflichtigen E-Mail-Konten, der erste kostenlose webbasierte E-Mail-Dienst und konnte so bereits nach dem ersten Monat 20.000 aktive E-Mail-Konten verzeichnen.
1997 verkauften die Gründer Hotmail für 400 Millionen US-Dollar an das Softwareunternehmen Microsoft, welches den Dienst in sein Microsoft Network (MSN) integrierte. Hotmail zählte damals, knapp eineinhalb Jahre nach der Lancierung, zwölf Millionen Benutzer. Hotmail war in zahlreichen Ländern vertreten und einer der weltweit größten Anbieter von Webmail-Diensten.
In der Vergangenheit war Hotmail mehrfach Ziel von Hackerangriffen, die zeigen wollten, wie mangelhaft es um die Sicherheit des Dienstes bestellt war. Im August 1999 konnte eine Hackergruppe lediglich mit der Eingabe des Benutzernamens vollständig auf fremde Mailkonten zugreifen. Im August 2001 konnte sich ein 24-jähriger Hacker mit wenigen Codezeilen Zugriff auf Mailkonten sowie persönliche Daten wie zum Beispiel Kreditkartennummern verschaffen.
Unter dem Codenamen Kahuna arbeitete Microsoft seit August 2005 daran, Hotmails Konkurrenzfähigkeit gegenüber anderen Webmail-Diensten durch eine Neuentwicklung zu erhöhen. Am 1. November 2005 veröffentlichte Microsoft die erste Beta-Version von Windows Live Mail, dessen neuer Name auf die im selben Monat gestartete Windows-Live-Initiative zurückgeht. Anfang Februar 2007 gab Microsoft bekannt, den Produktnamen Hotmail beizubehalten. Neben einer Oberfläche, die auf aktuellen Techniken wie Ajax aufbaut, bot Windows Live Hotmail ein Speichervolumen von fünf Gigabyte und das Im- und Exportieren von Kontakten von anderen Webmailern wie Google Mail.
Am 31. Juli 2012 startete Microsoft den Webmail-Dienst Outlook.com, mit dem Microsoft eine stärkere Konkurrenz zu Googles Mail-Angebot Gmail bieten will. Anfang Mai 2013 wurde berichtet, dass Microsoft die Umstellung von Hotmail auf Outlook.com vollständig abgeschlossen hatte.

## Funktionen
Die Basisdienste boten eine automatische Erkennung von gefährlichen E-Mails.
Das E-Mail-Programm Windows Live Mail konnte über das Microsoft-eigene Protokoll DeltaSync auf Hotmail zugreifen. Microsoft Outlook konnte entsprechend aufgerüstet werden. Das Protokoll WebDAV, das früher den Zugriff auf kostenfreie Hotmail-Konten mittels Outlook Express gewährleistete, sollte ursprünglich zur Jahresmitte 2008 abgeschaltet werden, blieb dann aber länger aktiviert. Bis Anfang 2009 war der Zugriff über das Post Office Protocol, das den Zugriff mit nahezu jedem E-Mail-Programm erlaubt, zahlenden Kunden vorbehalten, danach wurde er für alle Nutzer freigeschaltet. Ebenfalls ist es möglich bis zu zehn Alias-E-Mail-Adressen im gleichen Benutzerkonto zu erstellen.
Außerdem bot Hotmail eine Drei-Spalten-Ansicht, die Möglichkeit, Elemente per Drag-and-Drop in unterschiedliche Ordner zu bewegen, erweiterte Mausfunktionen und eine Suchfunktion für E-Mails.
Bei Zahlung einer Jahresgebühr von 19,99 Euro erhielt der Benutzer einige Zusatzfeatures mit der Bezeichnung Hotmail Plus. Der Microsoft Office Outlook Connector ermöglichte dann auch die Synchronisation von Aufgaben und Notizen. Außerdem wurde dadurch die Speicherkapazität auf 10 GB erhöht und keine Werbung in die Benutzeroberfläche eingeblendet. Kostenfreie Konten wurden nach 270 Tagen ohne Anmeldung automatisch gelöscht.

## Kritik
Der Spamfilter von Hotmail war seit längerem dafür bekannt, legitime Mails ohne Benachrichtigung des  Senders oder Empfängers zu blockieren. Die Mails werden zwar vom Hotmail-Server ohne Fehlermeldung angenommen, jedoch erscheinen sie weder im Posteingang noch im Spam-Ordner. Dieses Problem, das hauptsächlich die Registrierungsprozesse kleiner Webseiten betrifft, zwang viele Betreiber, jegliche Hotmail-Adressen zu sperren. Für Postmaster und Netzbetreiber gab es einen Dienst, um sich über Sicherheitsprobleme aus dem eigenen Nutzerkreis zu informieren.
Der Datenschutzfachmann Mike Kuketz kritisiert, dass sich Microsoft mit hotmail.de und outlook.de das Recht einräumt, „Kundendaten über mehrere Dienste hinweg auszuwerten und zu Profilen zusammenzufassen.“